# Roland TB-303
La TB-303 Roland est un synthétiseur/séquenceur fabriqué par la société Roland entre 1982 et 1983. Cet instrument a joué un rôle important dans le développement de la musique électronique.

## Histoire
Tadao Kikumoto, le concepteur de la TB-303, a aussi conçu la célèbre TR-909, sous la direction de Ikutarō Kakehashi (fondateur de Roland).
La TB-303 (TB pour Transistor Bass) était à l'origine destinée aux guitaristes pour servir de basse d'accompagnement quand ils s'entraînaient seuls, un rôle pour lequel sa sonorité s'est révélée inappropriée. 20 000 unités furent fabriquées pendant les 18 mois de production. Ce n'est que dans la seconde moitié des années 1980 que les DJs et les musiciens de Chicago et de Détroit trouvèrent un usage à cette machine aux sonorités dites « acides » pour la house au départ avec les musiques acid house et new beat à la fin des années 1980, puis dans la techno et enfin dans la trance à partir des années 1990.
Le disque Synthesizing : Ten Ragas To A Disco Beat du compositeur indien Charanjit Singh (musician), publié en 1982 par le label His Master's Voice, passe pour être le premier disque à utiliser la TB-303. Il utilise aussi dans ce LP une TR-808 et un Roland Jupiter-8. Presque en même temps en Europe, des producteurs d'Italo disco commencent à intégrer la TB-303 dans leurs compositions, notamment Alexander Robotnick et le morceau Problèmes d'Amour, le groupe My Mine avec le morceau Hypnotic Tango, tous deux en 1983, ainsi qu'en 1984 par le groupe The Fashion avec le morceau Future Girl, qui contient un long solo de TB-303, ou encore le groupe Growing Beats dont le morceau Sahara est entièrement structuré autour d'une ligne de TB-303.
Acid Trax de Phuture (1987) passe pour être le premier morceau de house à utiliser le son acid caractéristique de la TB-303 connu avant les vagues acid house, new beat puis techno à la fin des années 1980. Moins célèbre, c'est plus probablement le titre I've Lost Control de Sleezy D (1986), composé par Marshall Jefferson, qui est le véritable initiateur de ce style à part entière.

## Description
Le synthétiseur possède un unique oscillateur (produisant au choix un signal carré ou en dents de scie), un générateur d'enveloppe simple (possédant uniquement une commande de descente (decay)), et un filtre passe-bas non auto-oscillant avec une pente de -24 dB par octave (et non -18 dB comme souvent avancé), avec des commandes de fréquence de coupure et de résonance qui lui donnent cette couleur sonore si particulière.
Il possède aussi un système « simple » pour entrer les notes dans le séquenceur programmable. Ce système était connu pour être difficile et la séquence effectivement programmée était souvent différente de ce qui était attendu. Certains utilisateurs profitèrent aussi du fait que le retrait des batteries pendant un certain temps modifiait aléatoirement les séquences introduites en mémoire.
La TB-303 se fragilise avec le temps, les composants et les circuits (fabriqués en bakélite) étaient de qualité très moyenne. Les potentiomètres se remplacent facilement mais certains circuits intégrés restent difficiles à trouver.
Certains électroniciens parviennent à transformer la sonorité de la TB-303 et étendre ses possibilités (MIDI, CV/Gate, etc.) grâce à la modification des circuits d'origine. Les modifications types les plus courantes (« Devil Fish ») ont été réalisées par l'Australien Robin Whittle.

## Spécifications techniques

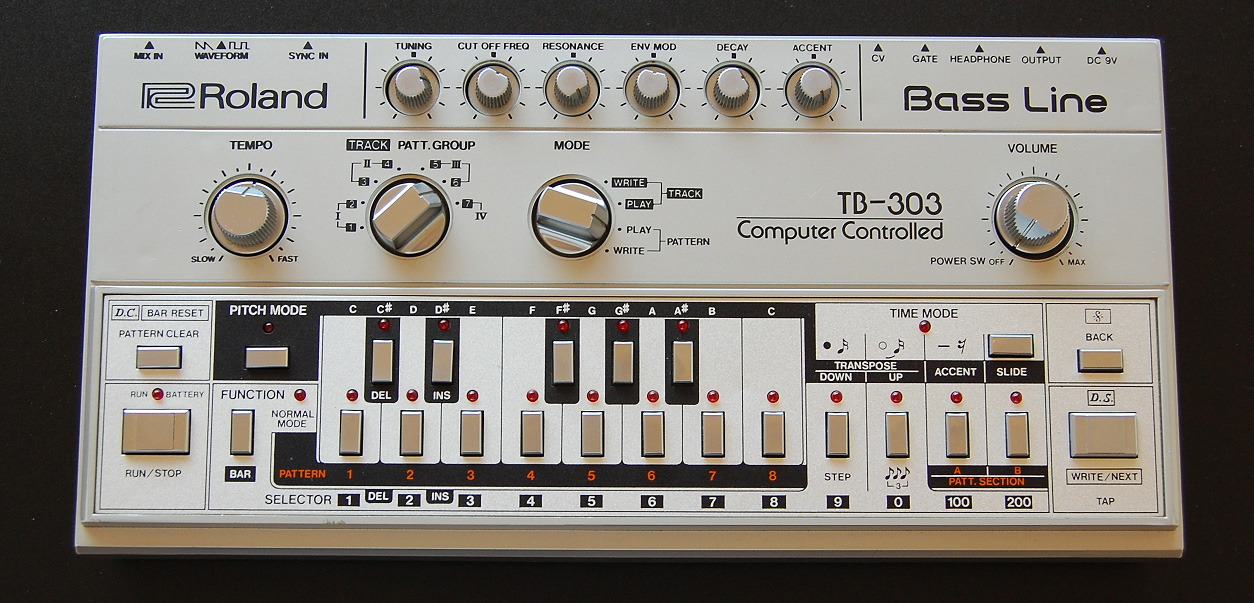
Roland TB-303

- Mémoire RAM : µPD-444C CMOS NEC, 1024 x 4 Bits.
- Microprocesseur : µPD-650C-133 Nec, 4 bits.
- Tessiture : 3 octaves (4 octaves en mode TRACK).
- Contrôles : fréquence de coupure, résonance, modulation d'enveloppe, enveloppe temporelle, accent, formes d'onde (carré ou dents de scie).
- Accordage : +- 1/2 ton.
- Tempo : de 40 à 300 BPM.
- Mémoires : 64 mesures x 7 morceaux (256 mesures au maximum). Sauvegarde de la mémoire.
- Sorties audio : principale (jack, Impédance 10 kiloohms) - casque (jack stéréo, impédance de 8 à 30 ohms).
- Sorties CV/GATE : mini-jacks (CV : [= +1V | - +5V], 1 volt/octave / GATE : [OFF 0V | ON +12V]).
- Synchronisation : SYNC 24
- Alimentation : 6V (piles 1.5V x 4) ou adaptateur secteur 9V. Consommation entre 80mA et 120mA.
- Dimensions : 300 mm x148 mm x55 mm.
- Poids : 1 kg
- Accessoires : sac de transport.

## Utilisations notables et hommages
Le titre Everybody Needs a 303 de Fatboy Slim est un hommage à cet instrument. Il en est de même pour le titre My 303 de Showtek, ainsi que Generation 303 de Nicky Romero.
Dans le titre Monte-Carlo (1984) du duo Chagrin d'amour, on peut entendre la TB-303 jouer une boucle. On peut également entendre la TB-303 très présente dans le titre Saint Bass City Rockers du groupe italien The Bloody Beetroots.

## Clones et émulations
Il est possible de générer un son de type acid avec beaucoup de synthétiseurs, mais seuls quelques-uns ont une architecture proche de la TB-303 :
- Behringer TD-3 (clone)
- RE-303 (DinSync)
- Avalon de Abstrakt Instruments (2015)
- Bass bot TT-303 (cyclone analogic)
- Bass Station (version clavier) de Novation
- 777 de Future Retro
- Revolution de Future Retro
- Tee Bee (Syntecno)
- Freebass FB-383 (MAM)
- MS-404 (Doepfer)
- Acidlab, par Klaus Süßmuth, avec un séquenceur amélioré par rapport à l'original
- x0xb0x (AdaFruit)
- mb33mk2 (mam)
- Roland TB-3 Acid Bassline Synthesizer Aira (renaissance et modélisation de la TB-303)
- Roland TB-03 Computer Controlled Bass Line (modélisation de la TB-303, sortie fin 2016)
- BEB HorusDSP (module Eurorack livré avec le plugin Synth303 qui émule le moteur de synthèse de la TB303)
- Korg Volca Bass

Il existe également des émulations logicielles :
- Thor, un synthétiseur disponible dans Reason de Propellerhead Software.
- Rebirth 338 de Propellerhead Software, disponible gratuitement
- "Bass Line", un greffon VSTi par AudioRealism
- Phoscyon, de D16 Group
- Spectralhead Audio Silverbox
- Transistor Bass, d'Image-Line
- Arturia Acid V

### Sources
- Victor Branquart, « TB-303 », Trax, no 233,‎ 2021, p. 212-219 (lire en ligne)